# Trupanea joycei
Trupanea joycei är en tvåvingeart som beskrevs av Hardy 1980. Trupanea joycei ingår i släktet Trupanea och familjen borrflugor. Inga underarter finns listade i Catalogue of Life.